# N159 (België)
De N159 is een gewestweg in de Belgische provincie Antwerpen. Deze gewestweg vormt de verbinding tussen Bornem en Liezele.
De totale lengte van de N159 bedraagt ongeveer 10 kilometer.

## Plaatsen langs de N159
- Bornem
- Puurs
- Liezele